# بروس
بروس (به انگلیسی: Bruce) نامی‌است مردانه که در میان اسکاتلندی‌ها و انگلیسی‌زبانان رواج دارد.
بروس در اسکاتلند رواج‌یافت و برمی‌آید که این نام را نورمن‌ها با خود از نورماندی بدان سرزمین برده‌باشد. چنین می‌پندارند که این نام در ارتباط با شهر بری در مانش فرانسه می‌باشد. نخستین کس سرشناسی که از این نام بهره برده‌است رابرت یکم پادشاه اسکاتلند معروف به رابرت بروس بود که در سدهٔ چهاردهم میلادی می‌زیسته و توانسته اسکاتلند را از انگلستان مستقل سازد. به هر روی این نام از سدهٔ نوزدهم میلادی در جهان انگلیسی‌زبان رواج یافته‌است. 

## بروس‌های سرشناس
- بروس استرلینگ
- بروس درن
- بروس کمپبل
- بروس لی
- بروس ویلیس
- جک بروس
- بروس قدرتمند (فیلم)